# Залуский, Михал Кароль
Михаил Кароль Залуский ( пол. Michał Karol Załuski; 24 февраля 1827, Вильно — 16 апреля 1893, Ивонич) — польский граф, управляющий курорта Ивонич-Здруй, казначей (подкоморий) австрийский, майор драгун, общественный деятель.

## Биография
Представитель польского дворянского рода Залуских герба «Юноша». Родился в семье маршала дворянства уезда упитского, одного из руководителей Ноябрьского восстания в Литве, основателя курорта Ивонич-Здруй — Кароля Залуского (1794—1845) и его жены Амелии Залуской (урожденной княжны Огинской) (1805—1858).
У него было четверо братьев и четыре сестры, в том числе были; Мария Евгения София Залуская (1829—1910), Эмма Гонората Ида Залуская (в браке — Осташевская) (1831—1912), Кароль Бернард Залуский (1834—1919), Иренеуш Залуский (1835—1868), Станислав-Мария-Юзеф Залуский (1838—1904), Иван Залуский (1840—1881), Ида Розалия Александр Залуская (1841—1916), Франциска Иоанна Амелия Залуская (1843—1924).
Был офицером армии Австрийской империи, в чине ротмистра 1-го класса конницы и до 1859 года служил в 6-м драгунском полку. Около 1860 звание майора ad honores.
После смерти родителей Михаил в 1860 году взял во владение усадьбу и имение в Ивониче. Под его руководством происходило дальнейшее развитие курортного учреждения. Большое значение он придавал рекламе и систематическому проведению исследования минеральных вод, которые продавались в бутылках у себя дома и за рубежом. Кроме того, в 1867 году по его стараниям был построен и введен в эксплуатацию варочный цех йодобромовой соли. Он добивался строительства новых железных дорог и железнодорожной станции, которая была создана в 12 км от курорта, приближая Ивонич к широкому миру. При его жизни в 1876 году в Здруе функционировало 19 вилл (600 комнат), отдельными виллами владели родственники Залужских Осташевские и Голашевские.
Женой Михаила 9 мая 1860 года в Кобылеполе стала Хелена Мария Бжостовская (13 сентября 1832 — 30 января 1892), дочь графа Иполита Бжостовского (1810—1872) и княжны Эммы Огинской (1809—1871), владелица; Чернозыл, Рачин и Болкова, которая также влияла своими идеями на развитие имения. Их детьми были:
- Графиня Эмма-Мария-Елена Залуская (20 июля 1863 — 14 августа 1944)
- Граф Юзеф Кароль Адам Залуский (12 октября 1867 — 12 августа 1930), женой которого была графиня Изабелла Тышкевич-Логойская (1872—1946).

Михаил Кароль Залуский был кавалером Мальтийского ордена (Святого Иоанна Иерусалимского). Умер 16 апреля 1893 года в Ивониче и был похоронен в семейной гробнице на старом кладбище в этом селе.
Он был одним из основателей и членом Марианской Содалиции в Старой Весе в 1892 году; спустя годы его имя было упомянуто в группе заслуженных членов РС на мемориальной доске в тамошней базилике Успения Пресвятой Богородицы.